# Einbäume von Stralsund
Die Einbäume von Stralsund, auch als Einbäume vom Strelasund bezeichnet, waren drei Einbäume, die im Jahr 2002 in Stralsund (Mecklenburg-Vorpommern) gefunden wurden. Zwei etwa 7000 Jahre alte Einbäume galten als die ältesten erhaltenen Boote im Ostseeraum, der dritte, etwa 6000 Jahre alte Einbaum war mit zwölf Metern Länge das längste bekannte Wasserfahrzeug aus dieser Zeit.

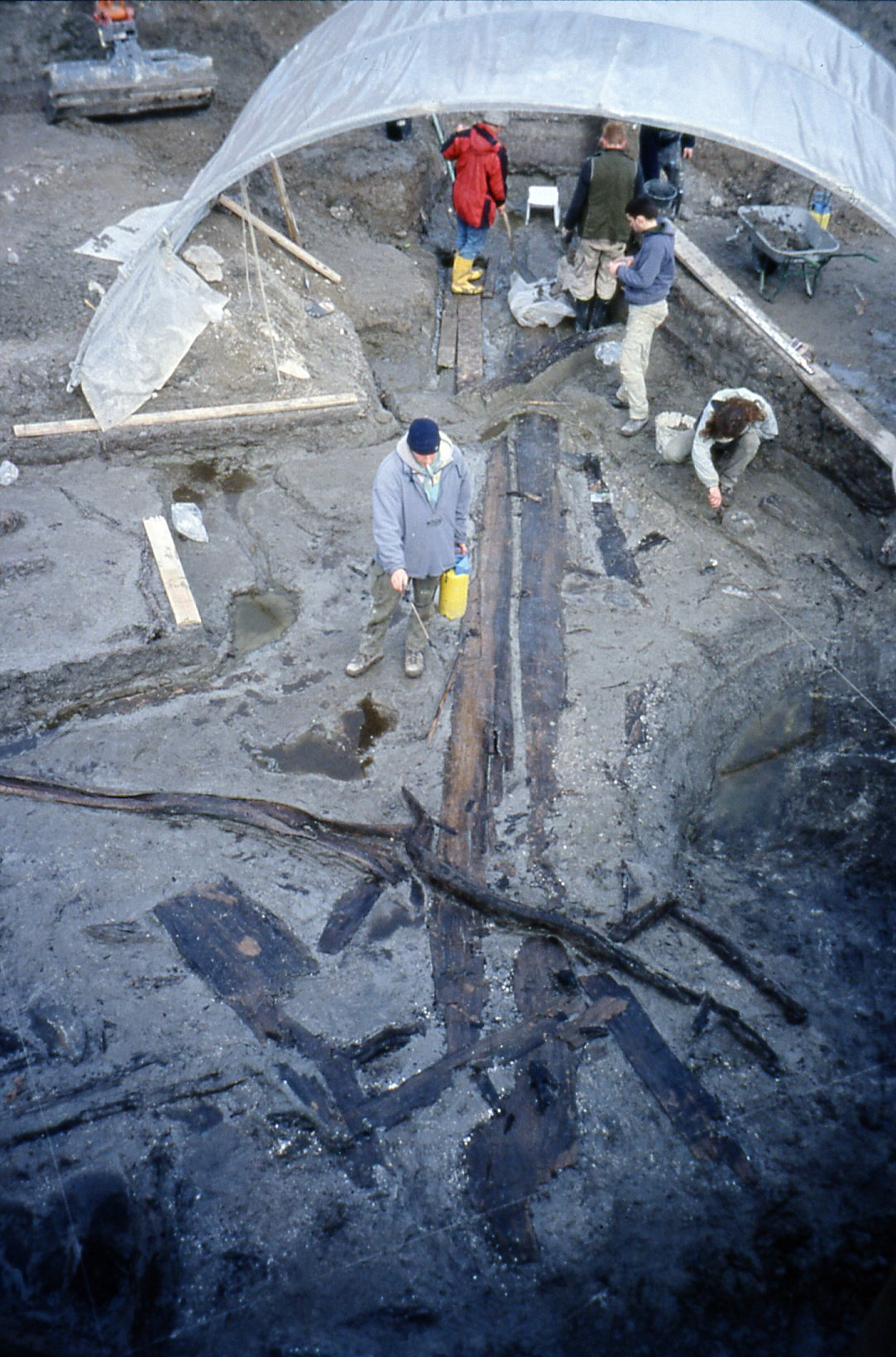
Die Einbäume am Fundort (2002)

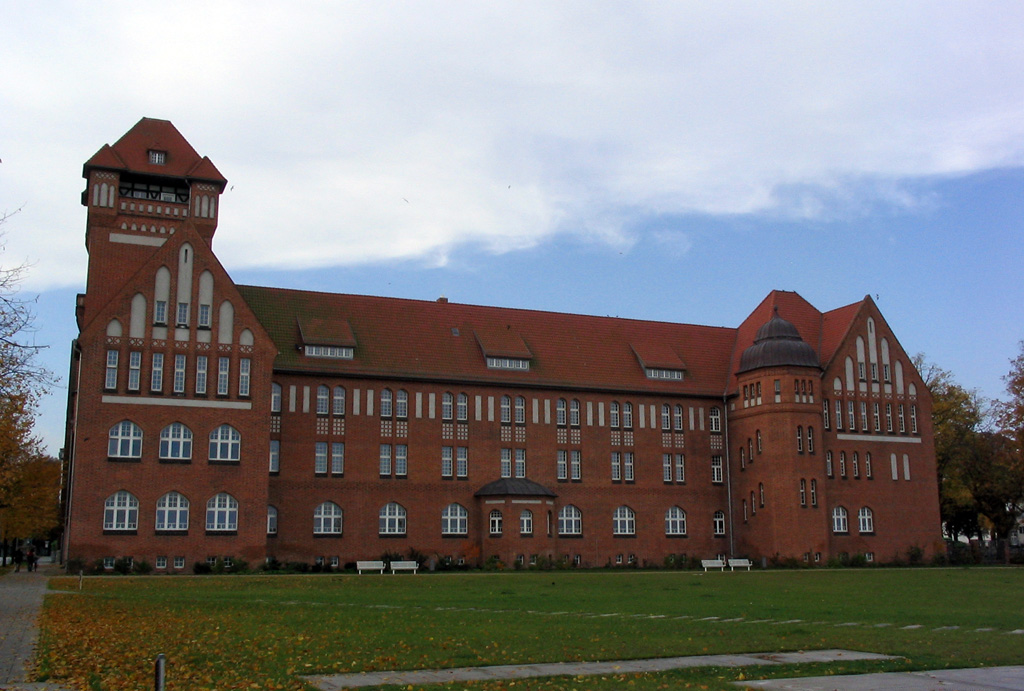
Auf diesem Gelände wurden die Einbäume im Jahr 2002 gefunden

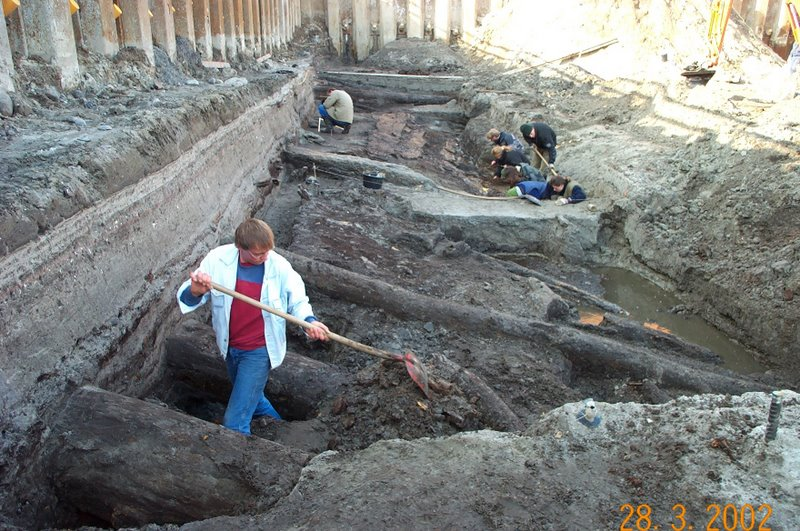
Die Einbäume 2 und 3 am 20. März 2002

Die Funde wurden im Jahr 2002 fachgerecht geborgen und dokumentiert. Die Wiederherstellung der aus Lindenholz bestehenden Einbäume in ihren ursprünglichen Ausmaßen war nicht möglich. Für museale Zwecke hätte die Fundsituation dargestellt werden können; aufgrund unsachgemäßer Lagerung ist eine Rekonstruktion der Einbäume jedoch nicht mehr möglich.

## Forschungsgeschichte und Befund
Im Jahr 2002 stießen Arbeiter bei Bauarbeiten an einem Rückhaltebecken für Regenwasser (Mischwasserspeicher) auf einem Gelände am Ufer des Strelasundes in Stralsund, vor dem Hansa-Gymnasium in der Seestraße, in vier Meter Tiefe auf alte Holzreste, die Tausende von Jahren im Feuchtboden gelegen hatten. Archäologen vom Landesamt für Kultur und Denkmalpflege Mecklenburg-Vorpommern untersuchten den bis dahin unbekannten steinzeitlichen Siedlungsplatz. Sie fanden Gehäuse der Großen Strandschnecke (Littorina littorea), bearbeitete Bauhölzer, Kernbeile, Harpunenspitzen und Geweihe, die aus der Zeit der so genannten Ertebølle-Kultur, der letzten Phase der Jäger und Sammler im südwestlichen Ostseeraum, stammten. Auch ein jungsteinzeitlicher Trichterbecher war unter den Fundstücken.
Die gefundenen drei Einbäume sind die ältesten je in Norddeutschland gefundenen Wasserfahrzeuge. Zwei der Boote mit Bordwänden aus etwa daumendickem Lindenholz stammen aus der Zeit um 5000 v. Chr., das dritte um 4000 v. Chr. Vermutlich hat eine plötzliche Sturmflut den Siedlungsplatz überschwemmt. Erdmassen hatten die Einbäume platt gedrückt und die organischen Überreste aus der Steinzeit bis heute konserviert. Vier Männer fanden in dem 60 Zentimeter breiten und 12 Meter langen Einbaum Platz. Beim Material besteht eine Übereinstimmung mit den mesolithischen Booten von Tybrind Vig in Dänemark.

## Bergung und Fundverbleib
Weil die Einbäume aus sehr dünnem und weichem Holz gefertigt waren, sollte der einzigartige Fund fachgerecht geborgen, an das Archäologische Landesmuseum der Landeshauptstadt Schwerin überstellt und schnellstmöglich konserviert werden – und zwar in den Räumen des Landesamtes für Denkmalpflege in Schwerin. Die Funde sollten einem in der Unterwasserarchäologie üblichen Verfahren unterzogen werden; bei diesem Prozess wird das im Holz gebundene Wasser durch ein Kunstwachs langsam ersetzt und anschließend gefriergetrocknet, was für dauerhafte Stabilität sorgt.
Die Funde wurden vom Amt für Bodendenkmalpflege mit anhaftendem Erdreich auf 36 Stahlpaletten gefüllt, mit Folien umwickelt und in die Nassholzkonservierungsanlage nach Schwerin transportiert. Die Kapazitäten zur Konservierung der Funde reichten dort jedoch nicht aus; die Einbäume wurden zunächst durch Besprühen mit Wasser feucht gehalten. Dies war als Notmaßnahme für wenige Wochen gedacht. Die Funde nahmen im Sommer 2002 durch Austrocknung Schaden. Als das Gebäude, in dem die Boote lagerten, im Jahr 2004 teilweise einstürzte, begrub es die Reste der Funde unter sich; die Wasserfahrzeuge waren zu diesem Zeitpunkt schon zu einem großen Teil verrottet. Der Prozess der Austrocknung war im Frühjahr 2004 schon so weit fortgeschritten, dass der Deckeneinsturz über den Funden nicht schadensursächlich war. Ab diesem Zeitpunkt wurde die Befeuchtung eingestellt.
Andreas Grüger, Direktor des Kulturhistorischen Museums in Stralsund gab an, in regelmäßigen Abständen nach dem Zustand der Einbäume gefragt und dabei stets ausweichende Antworten erhalten zu haben. Im Jahr 2008 erklärte der Archäologe der Schweriner Behörde, Detlef Jantzen, auf Anfrage der Ostsee-Zeitung, wie man die Boote im Detail zu konservieren gedenke.

## Zerstörung und Folgen
Im März 2009 erging seitens des Welterbebeirates der Hansestadt Stralsund eine Anfrage an die Behörde in Schwerin, die den aktuellen Zustand der Boote betraf und in der gefragt wurde, wann die Funde wieder nach Stralsund gelangen würden. Vorgesehen war, die Boote in einer Ausstellung zu präsentieren. Der Stadt wurde daraufhin mitgeteilt, dass die Einbäume zerstört seien. Der amtierende Behördenleiter Michael Bednorz gab an, dass die archäologischen Funde bereits seit 2004 zerstört waren; an der Fachhochschule für Technik und Wirtschaft Berlin werde im Rahmen einer Diplomarbeit seit 2008 versucht, von den Booten noch etwas zu retten.
Der Abgeordnete der SPD im Landtag Mecklenburg-Vorpommern, Klaus-Michael Körner, beschuldigte den ehemaligen Leiter des Landesamtes für Bodendenkmalpflege, Friedrich Lüth, für den Verlust der wertvollen Boote verantwortlich zu sein. Lüth wies die Vorwürfe von sich und erklärte, er sei erstmals am 11. März 2009 über den Verlust der ältesten Bootsfunde Europas informiert worden. Tatsächlich schrieb Lüth, wie im Jahr 2009 bekannt wurde, am 5. Juni 2002 an das Kultusministerium: „Abschließend darf ich Sie an die Dringlichkeit der Angelegenheit erinnern. Die Einbäume beginnen zu zerfallen!“ und am 16. Juli 2002: „Die sensationellen Funde (…) sind allmählich in einen erbärmlichen Zustand geraten. Wenn nicht bald Abhilfe geschaffen wird, werden diese Funde nicht mehr zu konservieren sein.“ Lüth gab im März 2009 an, zur Erhaltung der Boote seien nach dem Fund im Jahr 2002 sofort alle entsprechenden Maßnahmen ergriffen worden. Er erklärte weiter, die Einbäume seien keineswegs bereits im Jahr 2004 vertrocknet gewesen; „Bis 2005 wurden sie regelmäßig besprüht“. Nach dem Teileinsturz des Gebäudes seien die Funde dann aber „wohl vergessen worden“. Jedoch seien die Boote keineswegs verrottet: „Die kleinen Fragmente der Einbäume sind keinesfalls unrettbar verloren. Sie sind nur nicht mehr im Feuchtzustand erhalten“, gab er gegenüber dem Radiosender NDR 1 Radio MV an. Vielmehr seien sie gleichmäßig getrocknet, so dass sie stabil seien, und nicht verfault und verrottet.
Ab Mitte März 2009 prüfte die Staatsanwaltschaft Schwerin, ob eine Pflichtverletzung von strafrechtlicher Relevanz vorlag; das Verfahren wurde wegen Verjährung im September 2009 eingestellt.
Die von der Landesregierung eingesetzte Untersuchungskommission kam im Mai 2009 zu dem Ergebnis, dass die Einbäume aufgrund unsachgemäßer Lagerung zerfallen waren. Die Verantwortung liege bei der damaligen Leitung des Landesamtes. Auch das Bildungsministerium ist nach Ansicht der Untersuchungskommission in den Jahren 2002 bis 2004 nicht seiner Fachaufsicht nachgekommen.

## Belege
1. ↑  „Jahrtausendealte Bootwracks durch unsachgemäße Lagerung zerstört“, ddp, 10. März 2009 (Memento des Originals vom 29. November 2014 im Internet Archive)  Info: Der Archivlink wurde automatisch eingesetzt und noch nicht geprüft. Bitte prüfe Original- und Archivlink gemäß Anleitung und entferne dann diesen Hinweis.
2. ↑  www.spiegel.de, 20. März 2002
3. ↑  „Blamabler Verlust: Steinzeitliche Einbäume verrottet“, www.archaeologie-online.de, 13. März 2009 (Memento vom 21. März 2009 im Internet Archive)
4. ↑   „Land hat wertvollste Einbäume verrotten lassen“, www.stralsund.de, 10. März 2009 (Memento vom 15. März 2009 im Internet Archive)
5. ↑  „Zerstörte Stralsunder Einbäume werden Fall für Landesrechnungshof“, ddp, 11. März 2009
6. ↑  „Zerfall der Steinzeit-Boote: Landtag fragt nach“, NDR Online, 12. März 2009 (Memento vom 31. März 2009 im Internet Archive)
7. ↑  „Steinzeit-Boote: Lüth weist Schuld zurück“, Hamburger Abendblatt, 16. März 2009
8. ↑  „Verrottete Einbäume: Landesamt wusste alles“, Ostsee-Zeitung, 19. März 2009
9. ↑  „Auf dem Dienstweg langsam verrottet“, Schweriner Volkszeitung, 17. März 2009 (Memento des Originals vom 22. August 2017 im Internet Archive)  Info: Der Archivlink wurde automatisch eingesetzt und noch nicht geprüft. Bitte prüfe Original- und Archivlink gemäß Anleitung und entferne dann diesen Hinweis.
10. ↑  Ausgrabung. Ermittlungen laufen. In: Südkurier vom 14. März 2009
11. ↑  Einbaum-Skandal ohne Folgen für Landesdenkmalpfleger. In: Die Welt vom 29. September 2009 (Online).
12. ↑  Vorgänge um Stralsunder Einbäume aus 2002 aufgeklärt - Expertengruppe legt Abschlussbericht vor